# إريك فروم
إريك فروم (23 مارس 1900 - 18 مارس 1980) هو عالم نفس وفيلسوف إنساني ألماني أمريكي. ولد في مدينة فرانكفورت، وهو الابن الوحيد لوالدين يهوديين أرثوذكسيين، هاجر إلى الولايات المتحدة الأمريكية في 1934. والتحق بجامعة فرانكفورت وهايدلبيرغ حيث درس فيها العلوم الاجتماعية والنفسية والفلسفية.

## التعليم والحياة العملية
بدأ فروم دراسته الأكاديمية عام 1918م في جامعة فرانكفورت التي درس فيها فلسفة القانون (Jurisprudence) لفصلين دراسيين ولكن لم يكن يرغب في أن يصبح محاميا، فغير اتجاهه عام 1919م نحو دراسة علم الاجتماع في جامعة هايدلبيرغ تحت إشراف عالم الاجتماع ألفريد فيبر، والفلسفة تحت إشراف هاينريش ريكيرت، وعلم النفس بإشراف كارل جاسبرز، حصل على درجة الدكتوراه من نفس الجامعة عام 1922م، وبعدها تدرب على التحليل النفسي في مصحة التحليل النفسي في هايدلبيرغ على يد الطبيبة النفسية فريدا رايخمان التي أخذته لمنعطف مهم في حياته العلمية والعملية بتعريفه على عالم التحليل النفسي الفرويدي، بدأ تحليلاته السريرية الفعلية عام 1927م، وبعدها بثلاثة أعوام التحق بمعهد فرانكفورت للبحوث الاجتماعية، وأتم تدريبه في التحليل النفسي. انتقل فروم إلى جنيف بعد استيلاء النازيين على السلطة في ألمانيا، ومن ثم انتقل إلى جامعة كولومبيا في نيويورك، وفي عام 1943م ساهم فروم في تأسيس فرع لمدرسة واشنطن للتحليل النفسي في نيويورك، كما شارك في تأسيس معهد وليام آنسون وايت للتحليل والطب النفسي، كان فروم ضمن أعضاء هيئة التدريس في كلية بنينجتون من عام 1941م إلى 1947م، وكان يقدم دورات تعليمية في المدرسة الجديدة للبحوث الاجتماعية في نيويورك من عام 1941م وحتى 1959م.كما كان أستاذًا في علم النفس بجامعة ميشيغان من 1945م إلى 1947م، وأستاذًا زائرًا في جامعة ييل من 1948م إلى 1949م.
انتقل فروم إلى المكسيك عام 1949م وأصبح أستاذا في الجامعة الوطنية المستقلة في المكسيك (ْUNAM)، وأنشأ قسما للتحليل النفسي في كلية الطب هناك، وفي الوقت نفسه، عمل أستاذاً لعلم النفس بجامعة ولاية ميشيغان في الفترة من 1957م إلى 1961م وكأستاذ مساعد لعلم النفس في قسم الدراسات العليا للفنون والعلوم بجامعة نيويورك بعد عام 1962م.استمر في عمله في (UNAM) حتى تقاعده عام 1965م، وفي الجمعية المكسيكية للتحليل النفسي (SMP) حتى عام 1974م الذي انتقل فيه إلى مورالتو في سويسرا.

## أعماله
الهروب من الحرية (1941) التحليل النفسي والدين (1950) اللغة المنسية : مدخل إلى فهم الأحلام والقصص الخيالية والأساطير (1951) المجتمع العاقل (1955) رسالة سيجموند فرويد : تحليل لشخصيته وتأثيره (1959) أزمة التحليل النفسى : مقالات عن فرويد وماركس وعلم النفس الاجتماعي (1970) تشريح نزوع الإنسان إلى التدمير (1973) كما حرر كتبا، بأقلام كتاب متعددين عن بوذية زن ومفهوم ماركس للإنسان وغيرها.